# Не родись вродлива
«Не роди́сь вродли́ва» (рос. Не родись красивой) — російський телесеріал, який було знято за мотивами колумбійського телесеріалу «Я — негарна Бетті». За жанром належить до теленовели. Майже відразу після показів на телеканалах став одним із найрейтинговіших телесеріалів 2005—2006 років.
У 2021 році Держкіно заборонило Серіал "Не народися вродливою" до телевізійного показу на території України.
В Україні в 2021 році була на 1+1 прем'єра схожого серіалу за назвою Моя улюблена Страшко.

## Ролі виконували
| Актор               | Персонаж                                                              |
| ------------------- | --------------------------------------------------------------------- |
| Григорій Антипенко  | Андрій Жданов                                                         |
| Неллі Уварова       | Катя Пушкарьова                                                       |
| Петро Красилов      | Роман Малиновський                                                    |
| Михайло Жигалов     | Валерій Пушкарьов                                                     |
| Ірина Муравйова     | Олена Пушкарьова                                                      |
| Артем Семакін       | Микола Зорькін                                                        |
| Юлія Такшина        | Вікторія Клочкова                                                     |
| Ольга Ломоносова    | Кіра Воропаєва                                                        |
| Ілля Любимов        | Олександр Воропаєв, брат Кіри и Крістіни                              |
| Юлія Рутберг        | Крістіна Воропаєва, сестра Кіри й Олександра                          |
| Марія Машкова       | Марія Тропінкіна                                                      |
| Ганна Димова        | Амура Буйо                                                            |
| Раїса Рязанова      | Ольга Уютова                                                          |
| Наталія Рижих       | Світлана Локтєва                                                      |
| Юлія Куварзіна      | Тетяна Пончева                                                        |
| Ірина Сиротинська   | Олександра (Шура) Кривенцова                                          |
| Віктор Добронравов  | Федір Коротков                                                        |
| Віталій Єгоров      | Мілко Вуканович                                                       |
| Сергій Болотаєв     | Сергій Потапкин                                                       |
| Дмитро Зенічев      | Ярослав Вєтров                                                        |
| Каріна Іванова      | Мар'яна, модель, після її виходу з серіалу її роль грає Дарина Лузіна |
| Олександр Корженков | Захар Локтєв                                                          |
| Андрій Кузичов      | Михайло Борщов                                                        |
| Ольга Остроумова    | Маргарита Жданова                                                     |
| Георгій Тараторкін  | Павло Жданов                                                          |
| Наталія Ричкова     | Юліана Виноградова                                                    |
| Олег Шкловський     | Георгій Урядов                                                        |
| Ірина Шебеко        | Валерія Ізотова                                                       |
| Віктор Черепанов    | начальник виробництва                                                 |
| Павло Мисаїлов      | Борис Філін                                                           |
| Сергій Єпишев       | Борис Рулін                                                           |
| Захар Ронжин        | Радік, програміст                                                     |
| Михайло Хомічєв     | Микита Мінаєв                                                         |
| Сергій Олексяк      | Шурік                                                                 |
| Людмила Альохіна    | мати Михайла Борщова                                                  |
| Віктор Бунаков      | батько Михайла Борщова                                                |
| Віктор Рябов        | Корсаков                                                              |
| Олександр Числов    | кур'єр казино                                                         |
| Наталія Старикова   | Надія Ткачук                                                          |

Інші епізодичні ролі див. на цьому сайті.

### Запрошені зірки (камео)
- Анастасія Волочкова
- Андрій Григор'єв-Аполлонов
- Аліна Кабаєва
- Тіна Канделакі
- Олександра Маліс
- Тетяна Лазарєва
- Оксана Федорова
- Діма Білан
- Юлія Савічева
- Евеліна Хромченко
- група Брати Грім
- Іраклій
- Олександра Вертинська
- Наталія Фролова

## Основні дійові особи
Дані про персонажів, їхні взаємини, посади та інші характеристики подано на початок серіалу чи, якщо персонаж з'являється не на початку, на момент першого знайомства з ним.

### Головні герої
- Катерина Валеріївна Пушкарьова. На початку постає перед глядачем секретаркою Андрія Жданова. Вирізняється разюче негарною зовнішністю, зокрема брекетами, окулярами з круглою оправою, одягом, позбавленим смаку. У минулому закінчила МДУ на відмінно, була найкращою студенткою на курсі. Згодом працювала рік у банку за розподілом, де залишила гарне враження. Закохана в Андрія без надії на взаємність. Згодом образ змінюється. Протягом серіалу Катя стає помічником Андрія Жданова і фінансовим директором «Зімалетто», потім помічницею Юліани, і, нарешті, президентом «Зімалетто».
- Андрій Павлович Жданов. На початку постає начальником Каті, членом ради директорів, нареченим Кіри Воропаєвої. Згодом — президент «Зімалетто», потім — вже не наречений Кіри, а менеджер на виробництві, і, нарешті, наречений Каті.

### Рада директорів
- Кіра Юріївна Воропаєва. На початку постає нареченою Андрія, а наприкінці — дружиною Микити Мінаєва. В компанії займає посаду менеджерки з продажу, начальниці відділу продажу. Надто ревнива.
- Олександр Юрійович Воропаєв. Брат Кіри і вічний суперник Андрія Жданова. Займає високу посаду в міністерстві легкої промисловості. Прагне стати президентом «Зімалетто», й таки на певний час стає ним. В'їдлива особа.
- Крістіна Юріївна Воропаєва. Сестра Кіри й Олександра. Не займає ніякої посади в компанії і не хоче. Захоплюється східною містикою та їздить відповідними місцями; трохи «не від цього світу».
- Павло Олегович Жданов. Батько Андрія, засновник «Зімалетто». Протягом серіалу двічі тимчасово перебував на посаді президента.
- Маргарита Рудольфівна Жданова. Мати Андрія, за фахом акторка. Дуже любить Кіру і бажає, щоб вони одружилися. На бізнесі не розуміється.
- Мілко (прізвище Момчилович, по батькові — Вуканович, але всі його звуть лише за ім'ям). Знаменитий і надзвичайно талановитий дизайнер, його колекції завжди мають великий успіх. Вередливий та вкрай егоїстичний, самозакоханий, вважає себе генієм. За національністю серб, тому розмовляє російською з акцентом. Є гомосексуалом і часто відвідує гей-клуби. Приязно ставиться до Кіри, Вікторії, Крістіни, оскільки вони відповідають його уявленням про красу; вороже ставиться до «жінради» і Каті.
- Роман Дмитрович Малиновський. Постає другом Андрія Жданова, спокусником жінок. В компанії займає посаду начальника відділу маркетингу.
- Георгій Урядов. Начальник відділу кадрів. Підтакує будь-якому начальнику. Є великим цінителем жіночої краси, але вдома підкоряється наказам дружини.

### «Жінрада»
Жінрада (рос. Женсовет) — самоназва групи секретарок. Всі в дружніх стосунках з Катею. Всі, крім Тетяни Пончевої, неодружені.
- Марія Тропінкіна — спочатку секретарка на ресепшн, наприкінці — секретарка президента Катерини Пушкарьової і її подруга. Мати-одиначка, має маленького сина. Підтримує стосунки з кур'єром — Федором Коротковим. Має великий успіх у стосунках з чоловіками, симпатична.
- Олександра Кривенцова — секретарка Романа Малиновського. Має великий зріст, готова будь що вчинити бійку.
- Амура Буйо — спочатку секретарка Кіри, згодом —працює на ресепшн. Батько — африканець. Вміє ворожити.
- Тетяна Пончева — секретарка Георгія Урядова. 33 роки, має чоловіка. Трохи товстенька. Майже від початку серіалу вагітніє.
- Світлана Локтєва — бухгалтерка, помічниця фінансового директора. Має двох дітей-підлітків, протягом серіалу часто свариться з колишнім чоловіком, який пішов від неї до моделі Мар'яни.
- Ольга В'ячеславівна Уютова — помічниця Мілко. Мілко її дуже цінує та не може без неї обходитися. Тільки вона здатна стримувати всі його емоції та розуміти його[4].

### Інші співробітники
- Вікторія Клочкова. Подруга Кіри, яка влаштувала її секретаркою Андрія для стеження за ним. Абсолютно не працює, лінива, дурна. Закінчила два курси МДІМВ (економічний факультет), після чого кинула ВНЗ, щоб одружитися. Витрачає значно більше, ніж заробляє. Протягом серіалу втрачає багато майна через борги — машину, мобільний телефон, світло в квартирі тощо. Мріє про заможного чоловіка. Наприкінці серіалу стає секретаркою Кіри. У поганих стосунках з Катею і жінрадою. Періодично має стосунки із Зорькіним, особливо у часи нестачі грошей.
- Ярослав Вєтров. Помічник Олександра Воропаєва. На початку — фінансовий директор «Зімалетто», але після невдалої атаки на комп'ютер Каті Андрій звільняє його. Згодом він знову стає фінансовим директором компанії, коли її президент — Олександр Воропаєв. Але врешті-решт він їде до Санкт-Петербургу.
- Федір Коротков — кур'єр. Намагається здобути серце Марії Тропінкіної.
- Сергій Сергійович Потапкін — охоронець у компанії.
- Мар'яна — модель «Зімалетто» (до 112 серії, а також після 175). «Відбила» чоловіка у Світлани Локтєвої. Світлана та жінрада її недолюблюють, кличуть «Бурьонка». Дівчина завжди намагається показати себе з найкращого боку.
- Іван Васильович — начальник виробництва. Схильний до грошей і хабарництва. Вставляє палиці в колеса Андрію Жданову; його ж звинувачує у диверсії. Боягузливий. Допомагає Олександру Воропаєву (у часи його президентства).
- Інші епізодичні персонажі: програміст Радік, фотограф, бармен, прибиральниця, швачки, перехожі.

### Інші дійові особи
- Микола Зорькін. Найкращий друг Каті ще з університету. Хлопець з окулярами, спочатку фінансовий директор у фірмі «Ніка Мода», а потім і в «Зімалетто». Часто відвідує родину Пушкарьових. Упродовж серіалу намагається привернути увагу Вікторії Клочкової.
- Юліана Виноградова — директорка невеличкого піар-агентства. Спочатку постає подругою Кіри. Протягом серіалу чинить значний вплив на життя Каті, допомагаючи їй до завершення серіалу. Гламурна жінка, яка знайома з усіма співробітниками «Зімалетто».
- Михайло Борщов. З'являється у другій частині серіалу. Є талановитим кулінаром, другом для Каті. Товаришує з Юліаною, щиро закоханий у Катю. Він зовсім не рішуча людина. Протягом серіалу відкриває власний ресторан за допомогою Каті, її батьків і Юліани.
- Інші персонажі, які з'являються епізодично: батьки Каті, Михайла Борщова, кур'єр та менеджер казино, швейцари, таксисти.

## Сюжет

### Обрання президента
Серіал починається з того, що Андрій Жданов, член ради директорів компанії «Зімалетто» шукає секретаря. Є дві претендентки на цю посаду: неприваблива відмінниця з червоним дипломом МГУ Катя і вродлива, але вкрай лінива і без вищої освіти Віка. За характеристиками Андрій хоче взяти Катю, але його наречена Кіра бажає влаштувати сюди свою подругу Віку, щоб та доповідала їй про романи Андрія з моделями. Андрій бере обох із випробувальних терміном.
Катя веде свій власний щоденник про своє життя і вестиме його до кінця серіалу. Майже відразу в неї встановлюються приязні стосунки з «жінрадою» (групою секретарок) і ворожі — з Кірою та Вікою та модельєром Мілко (через випадковий вихід у негарному одязі на показ, а також просто через невідповідність його стандартам). Катя закохується в Андрія.
В особистому житті Андрій зайнятий проблемами зі своєю нареченою Кірою. Андрія оточують моделі, і він не в змозі зберігати вірність. Катя вимушена приховувати його стосунки, що посилює неприязнь Кіри до неї. В професійному плані Андрій балотується на посаду президента. Його суперник — Олександр Воропаєв примушує його представити на засідання ради директорів бізнес-план. Каті вдається за добу його скласти. Олександр за допомогою Вікторії, програміста Радіка і помічника Ярослава Вєтрова намагається зіпсувати комп'ютер із бізнес-планом, але вдається вивести інформацію. Голоси розподіляються порівну, але Кіра голосує за Андрія, і він стає президентом.

### Президентство Андрія Жданова
Бачачи ділові якості Каті, він робить її фінансовим директором та особистим помічником. Але під час управління «Зімалетто» Андрій та його команда роблять ряд помилок, що призводять майже до банкрутства: безлад у бізнес-плані, кардинальні реформи в компанії, закупівля більш дешевих тканин, що призводить до того, що продукцію «Зімалетто» ніхто не купує, втрата величезних грошей через закупівлю контрабандних тканин, які конфісковують. Щоб якось зупинити банкрутство, Андрій створює фіктивну фірму «Ніка-мода» та вкладає туди стартовий капітал 100 тис. доларів. «Ніка-мода» дає кредит «Зімалетто» під заставу всього майна останньої, а також подає позов у суд із вимогою визнати «Зімалетто» банкрутом, а адвокатам дають розпорядження затягувати справу. Президентом «Ніка-моди» стає Катя, фінансовим директором — Микола Зорькін, а бухгалтером — батько Каті. Щоб ніхто про це не довідався, Катя робить фальшиві фінансові звіти.
Андрій дізнається, що Зорькін теж знає про справжній стан речей, а також про те, що він може захопити «Зімалетто». Щоб це припинити, Роман пропонує Андрію почати роман із Катею. Спочатку він цього не витримує, але згодом звикає, втішаючи себе, що це тимчасово. Одного разу Роман, їдучи в Прагу, залишає Андрію інструкцію, що робити. Пакунок наповнений великою кількістю подарунків, листівок, а також містить лист, де чітко описано, як, коли і що робити. Але Катя читає цей лист….. Факт про обман Андрія шокує її. Вона розповідає про це Миколі, і він пропонує гру у відповідь. Суть гри в тому, що вони беруть за гроші «Ніка-моди» дорогу машину, вдають із себе нареченого з нареченою. Андрій не розуміє, що сталося, він намагається повернути Катю, але вона уникає близькості з ним і відмовляється сказати, коли буде новий фальшивий звіт, хоча нове засідання ради директорів вже близько. Андрій визнає, що кохає Катю. Коли він черговий раз повідомляє про це Романа, той пропонує одружитися з Кірою, через рік розлучитися й одружитися з Катею, і вони міркують, куди на цей час відправити Катю. Катя обурена цим і вирішує йти до кінця: представити справжній звіт, після чого негайно звільнитися і піти працювати до Юліани. Члени ради директорів дізнаються про ситуацію в «Зімалетто».

### Зміна місць
Катя звільняється. Жданова і Малиновського також звільняють, тимчасовим президентом стає Павло Олегович. Катя хоче забрати пакунок з інструкцією, але вимушена показати його Кірі. Та шокована; вона скасовує весілля і дізнається від Андрія, що він справді кохає Катю.
Тим часом Катя вирушає в Єгипет з Юліаною, де вона допомагає їй в організації конкурсу краси. В Єгипті вона змінює мобільний телефон, заборонивши всім у Москві з'єднувати їх з нею. Там за допомогою Юліани вона докорінно змінює свою зовнішність і стає привабливою. Також вона знайомиться з кулінаром Михайлом Борщовим, який одразу закохується в неї.
А тим часом в «Зімалетто» з'ясовується, що Катя помилилася в оформленні документів, і «Ніка-мода» залишається в її власності. Спочатку вони намагаються зв'язатися з Катею, але вона не хоче розбиратися в документах. Андрій тужить за нею. Але згодом, після марних спроб всі в «Зімалетто», навіть Андрій, зупиняються на думці, що Катя просто вкрала компанію. Вони хочуть позивати до суду, але адвокат каже, що в цьому випадку «Зімалетто» збанкрутіє. Вони вимушені просити Катю залишати все, як є.
Під час одного з візитів Андрія до Пушкарьових він кричить, що Катя вкрала компанію. Це чує батько Валерій, який їде в «Зімалетто» й дізнається, що відбувається. Про все дізнається й мати Каті, прочитавши її щоденник. Коли Катя повернулася в Москву (майже не змінившись, оскільки окуляри вона розбила, а одяг полетів в інше місто), Валерій вичитує їй і вимагає повернути компанію.
Наступного дня вона збирається в «Зімалетто». По дорозі її перехоплює Олександр Воропаєв і вмовляє підписати довіреність на управління «Ніка-модою» на його ім'я, мотивуючи це тим, що Катя таким чином може не з'являтися в «Зімалетто» і не буде вимушена працювати ще кілька років в оточенні людей, що ненавидять її. Вона погоджується за трьох умов: що ніхто не буде звільнений із «Зімалетто», з «Ніка-моди» та що Олександр буде щотижня надавати звіти про фінансовий стан. Олександр повертається на засідання і демонструє довіреність. А також пропонує свою кандидатуру на посаду президента (в разі програшу виборів він міг би збанкрутити «Зімалетто»). І знову вирішальним голосом стає голос Кіри. Але цього разу вона голосує за Олександра.

### Президентство Олександра
Початок свого правління в компанії Олександр розпочав з реформ. Зокрема, він створив велику кількість штрафів, перекрив доступ до Інтернету, обмежив години відпочинку, всюди поставив картки, що фіксують час приходу на роботу, і час, що співробітники провели поза робочим місцем. Він повертає Ярослава Вєтрова на посаду фінансового директора, а Жданова з Малиновським направляє до відділу виробництва, заборонивши їм щось там коїти без його дозволу. Туди ж він відправляє й Вікторію, яка шокована станом речей на підземному поверсі та чіпляннями вантажника — колишнього хлопця.
Проте Олександр погано розуміється на справах у компанії. Під час приїзду японських партнерів він не здатний нічого їм розказати. Ситуацію рятує Андрій. Крім цього, він свариться із Мілко і самостійно проводить показ. Але, нічого не знаючи про моделі, він просто зриває показ, й угода знову під загрозою зриву. Але Андрію та Кірі вдається виправити ситуацію, і японці підписують контракт. Олександр приписує успіх собі, а в компанії починає назрівати невдоволеність його керівництвом.
В особистому житті Андрій бажає все забути в роботі та втілити в життя спосіб прискорення виробництва. Він все ще кохає Катю, але не вирішується з нею зв'язатися. Крім цього, він бажає повернути любов Кіри. Більше його не цікавить ніхто. Роман намагається звернути його увагу на швачок і моделей, але він байдужий до них. Одного разу Андрій бачить Катю з Михайлом, Михайло з матір'ю Каті перешкоджають їх зустрічі, і він планує забути Катю. Крім цього, Катя бачить Кіру з Андрієм разом. Після цього Андрій і Кіра розпочинають гру ревнощів. Кіра ревнує Андрія до моделі Ізотової, а Андрій ревнує Кіру до Микити Мінаєва. Вони навмисне демонструють одне одному партнерів на стороні, щоб змусити ревнувати. Але, впевнившись, що це не має сенсу, вони обидва ревнують, і нічого гарного з цього нема, вони припиняють цю гру.
Паралельно з цим Катя працює в піар-агентстві Юліани. Вона дуже задоволена роботою Каті. Водночас із цим Михайло зустрічається з Катею, але вона розуміє, що байдужа до нього і все ще кохає Андрія. Михайло відкриває ресторан. Катя допомагає йому як клієнту піар-агентства. Вони разом із батьками прибирають ресторан, розвивають його. Після приходу відомого ресторанного критика (через вдалий збіг обставин) в газетах з'являються чудові відгуки про новий ресторан. Він процвітає. Після цього Михайлу вдається спочатку поцілувати Катю, а потім запросити додому. Але, цілуючись, вона уявляє перед собою Андрія. Вона розлучається з Михайлом, вони залишаються друзями.

#### Програш у казино
Від моделі Валерії Ізотової Андрій дізнається, що «Фонтана» — конкурент «Зімалетто» — випустила колекцію, майже таку саму, як «Зімалетто». Чия колекція раніше потрапить на ринок, той отримає великі прибутки, а інша компанія зазнає великих збитків. Андрій намагається швидше втілити свій план по прискоренню виробництва, Олександр заважає йому в цьому. 
Ярослав Вєтров пропонує Олександру поїхати в казино. Там він знайомиться з дівчиною казино (яка покликана своєю красою розоряти гравців), яка пропонує йому грати і грати. Ярослав програє певну визначену суму і припиняє грати, а Олександр багато виграє. Дівчина пропонує йому зустрітися наступного дня. Він знову їде в казино, але цього разу він програє весь вчорашній виграш, всю готівку та бере в казино кредит на суму 100 тис. доларів. Хмєлін, президент конкуруючої фірми «Фонтана» пропонує сплатити програш в обмін на те, що колекція «Зімалетто» вийде на ринок після «Фонтани». Воропаєв відмовляється. До нього починають приходити кур'єри з казино, які вимагають негайно сплатити програш. Олександр наказує Вєтрову вкрасти 100 тис. доларів у «Зімалетто» і скласти фальшивий звіт. Але Катя і Зорькін виявляють недостачу. Вєтров вимушений перепрошувати за «помилку». Олександр вимушений пристати на умови Хмєліна. Він через Вєтрова наказує начальнику виробництва зламати вишивальний верстат. Начальник вимагає 10 тис. євро; отримавши гроші, він ламає верстат. Тепер випуск колекції «Зімалетто» затримується на 15 днів. Начальник виробництва звинувачує в поломці Андрія з його програмою прискорення виробництва.
Андрій дізнається, що деталь верстата було зламано штучно, верстат зламався не через перенавантаження. Згодом, під час святкування дня народження одної з швачок вони з Малиновським дізнаються, що начальник виробництва нещодавно отримав велику суму грошей. Зорькін розповідає Вікторії, як він врятував 100 тис. доларів. Вікторія підслуховує розмову про те, що Олександр винен казино ту саму суму. Вона зіставляє ці факти й розповідає про все Кірі. Хмєлін передає гроші Олександру в ресторані Михайла Борщова. Їх бачить Катя. Того самого дня жінрада їде в казино, й Амура бачить там Олександра, що приїхав сплатити борг. Хмєлін звертається в піар-агентство Юліани, і Катя дізнається, що випуск колекції «Зімалетто» затримується, і Хмєлін це знає. Катя розповідає про все Зорькіну, а Кіра — Андрію. Жданов і Малиновський дізнаються про подробиці зникнення ста тисяч доларів у Зорькіна. Згодом вони примушують начальника виробництва визнати, що це він учинив диверсію. Андрій також записує на диктофон зізнання Ярослава Вєтрова в обмін на рекомендації останнього у санкт-петербурзьку компанію. З накопиченими доказами він звертається до Павла Олеговича. Той приїжджає і примушує зізнатися Олександра. Той залишає посаду президента. Але для остаточного усунення його від влади необхідно, щоб Катя відкликала довіреність на його ім'я. Павло Олегович запрошує її до «Зімалетто». Якраз у цей час до неї прилетіли її речі з Єгипту, тож у компанії вона з'являється у новому вигляді.

### Президентство Каті Пушкарьової
Постає питання, хто буде наступним президентом. Павло Олегович визнає, що давній антикризисний план Жданова і Каті — єдиний шанс врятувати ситуацію. І єдиною кандидатурою на посаду президента, який буде рятувати «Зімалетто», є Катя. Спочатку вона відмовляється, але Павлу Олеговичу вдалося її переконати залишитися. Вона залишається за умови, що в компанії працюватимуть Кіра (Павлу вдалося вмовити її залишитися), її батько і Микола Зорькін. Катя переконує Кіру, що не кохає Андрія. Маргарита і Кіра обговорюють ситуацію і приходять до висновку, що Катя не повернеться до Андрія, якщо вони не розкажуть про його стан після її виходу із «Зімалетто» і поїздки до Єгипту (оскільки більше розказати нема кому — іншим Катя не повірить). Жінки з жінради дуже раді, що Катя стала президентом і їдуть у клуб святкувати це. Там Андрій знову освідчується Каті, але вона не вірить. Дзвонить Кіра, Андрій їде до неї, і вони знову разом.
Наступного дня жінрада сильно запізнилася на роботу. Надто пізно приїхала і Вікторія, яка вперше за життя вимушена скористатися міським транспортом. Кіра обурена цим і наказує Урядову звільнити їх усіх. Але Каті вдається перешкодити цьому, вона переконує Кіру, що Вікторія прийшла ще пізніше, і справедливо або звільняти всіх, або залишати всіх, і в тому, що в неї немає жодних особистих стосунків з Андрієм. Вона також просить жінраду більше ніколи не запізнюватися. Катя робить зміни в кадрах: Марію Тропінкіну призначає особистою помічницею, Амура йде на ресепшн, Шура Кривенцова стає секретаркою Андрія і Романа (яких Катя піднімає з поверху виробництва до себе на поверх), Світлана і Тетяна залишаються на своїх місцях, а Вікторія стає особистою секретаркою Кіри.
На першому засіданні (яке могло зірватися через непокору Мілко; він з'явився в конференц-залі лише після запрошення Кіри) Катя представляє новий план виходу «Зімалетто» з кризи:
- «Зімалетто» буде шити формений одяг
- «Зімалетто» придбає швацькі підприємства, що розоряються, за низькими цінами; оскільки багато людей буде врятовано від безробіття, уряд йде на зустріч компанії і надає позики.
- «Зімалетто» надасть франчайзинг іншим фірмам.
- Головний пункт плану — це пошиття одягу для неформатних жінок (які вродливі, але не відповідають модельним стандартам). Це викликає обурення у модельєра Мілко, який звик працювати лише для вродливих жінок. Катя провокує його, кажучи, що він просто не здатен створити красиві сукні для невродливих жінок. Мілко уражений цією пропозицією, але погоджується, кажучи, що звільниться відразу після показу і що працюватиме лише за наявності моделі Мар'яни (Каті вдається вмовити Світлану, що це робоча необхідність).

Воропаєв просить Катю про аванс як акціонеру «Зімалетто», а також пропонує їй інтимні стосунки, адже вона тепер приваблива жінка. В обох проханнях відмовлено. На виході її перехоплює Андрій і попереджає, що Олександру не потрібна Катя, а потрібне щось від неї. Катя відповідає йому, що Олександр кращий від Андрія, оскільки не приховує свої наміри і в обличчя каже, як він ставиться. Андрій у черговий раз освідчується, каже, що не може забути. Катя просить зробити це. Андрій обіцяє забути її після приїзду.
Кіра, Андрій і Роман окремо одне від одного їдуть за кордон укладати контракти з партнерами на місяць.
Напередодні показу Андрій повертається. До нього приїжджає партнер із Києва — Надія. Схоже, що між ними роман. Коли дізнається Кіра про це, вона просто радіє: це означає, що Андрій розлюбив Катю. Тим часом показ модної колекції проходить надзвичайно. Надія так задоволена, що готова негайно підписати контракт із «Зімалетто». Мілко звільняється. Андрій остаточно розлучається з Кірою, пояснюючи, що він давно перестав кохати її, причому до зустрічі з Катею. Але Кіра не вірить і продовжує ненавидіти Катю. Катя і жінрада вважають, що причина розлучення — Надія. Тим часом виявляється, що Надія любить Андрія без взаємності, Андрій каже їй, що кохає лише одну. Надія підписує контракт та повертається в Київ. А Катя бажає забути Андрія і поїхати з міста. Такий варіант пропонує їй Михайло: він відкриває новий ресторан у Санкт-Петербурзі і запрошує Катю поїхати з ним.
Андрій у паніці, що Катя поїде. У відчаї він читає щоденник Каті, звідки ясно, що вона досі його кохає. Він шокований. Заспокоїти його приходить Малиновський, який теж прочитав щоденник. Його коментарі щодо Каті дратують Андрія, й останній викидає того з кабінету. Малиновський звільняється, кажучи, що Андрій — автор і виконавець «плану зведення». Андрій їде до Каті додому. Йому вдається переконати її маму в почуттях до Каті, і вона каже йому, де Катя. Він їде в ресторан, де вмовляє Катю залишитися. Катя не піддається і каже, що не любить Андрія і не бажає його бачити. Він цитує її щоденник, з якого видно, що це не так. Але Катю це роздратувало ще більше: вона втікає з ресторану, водночас відмовивши Михайлу у поїздці до Санкт-Петербургу. Вдома її мати демонструє їй пакунок із подарунками Андрія, але це також не пом'якшує Катю.
Наступного дня вона подає заяву про звільнення. Жінрада марно намагається переконати її залишитися. Андрій, дізнавшись про це, кричить, що він винен і має звільнитися, але це не впливає на рішення Каті. Андрій замовляє квиток за кордон. Про це дізнається Маргарита. Вона розуміє, що одночасне звільнення Каті й Андрія означає банкрутство компанії. Їй не вдається переконати Андрія залишитися, і залишається єдиний вихід із ситуації: розказати про все Каті. І Кіра робить це: розповідає, в якому жахливому стані був Андрій під час її подорожі до Єгипту. Катя шокована; вона бажає якнайшвидше повернути Андрія. Паралельно з цим про це дізнається Олександр. Його мета — розпродати компанію. Єдиний варіант це попередити — зупинити звільнення Каті. Тим часом Андрій прощається зі швачками на поверсі виробництва. Туди ж направляються Катя, Федір і жінрада. Після недовгих сперечань Андрій та Катя миряться.

### Фінал
Катя одружується з Андрієм. Перед весіллям вона знову змінює свою зовнішність за допомогою Юліани, зокрема, знімає брекети, замінює окуляри на лінзи. Крістіна Воропаєва, яка знається на чорній магії, намагається зіпсувати це весілля. Але їй вдається лише несуттєво вплинути на перебіг подій (зокрема, Тетяна Пончева почала народжувати — Андрій поїхав у пологовий будинок, і зламалася машина Пушкарьових — тут допомогла Юліана, приїхавши за Катею на лімузині). Потім прийшов Олександр. Він обурений тим, що відбувається, каже, що Кіра щаслива, і гасить вогонь, розпалений Крістіною. Ритуал зірвано, і весілля відбулося.
Кіра звільнилася за кілька місяців до весілля. Вона щаслива з Микитою Мінаєвим. Разом із Кірою звільняється і Вікторія. На весілля Катя запрошує Романа Малиновського. Він мириться з Андрієм.
Через рік в Андрія і Каті народжується дочка. У всіх знайомих, що дивляться на неї, з'являється гримаса на обличчі. Але батьки дивляться на неї із зворушенням.

## Інші версії
- Колумбія — Я — негарна Бетті (ісп. Yo soy Betty, la fea), 1999 — колумбійська теленовела виробництва компанії RCN Televisión. У головних ролях Ана Марія Ороско та Хорхе Енріке Абельйо.
- Мексика - Любов не така, якою її малюють (ісп. El amor no es como lo pintan), 2000 — мексиканська теленовела виробництва компанії TV Azteca. У головних ролях Ванесса Акоста та Ектор Соберон.
- Колумбія — Екомода (ісп. Ecomoda), 2001 — колумбійська теленовела виробництва компанії RCN Televisión. У головних ролях Ана Марія Ороско та Хорхе Енріке Абельйо.
- Колумбія — Бетті Тунс (ісп. Betty Toons), 2001 — колумбійський мультсеріал виробництва компанії RCN Televisión. У головних ролях Алехандра Ботеро.
- Португалія — Все для кохання (порт. Tudo por Amor), 2002 — португальська теленовела виробництва телеканалу TVI. У головних ролях Софія Дуарте Сілва, Діого Моргадо, Маркантоніо Дель Карло, Інес Кастель-Бранко та Аделаїда Феррейра.
- Індія — Немає нікого, як Джассі (гінді जस्सी जैसी कोई नहीं / Jassi Jaissi Koi Nahin), 2003 — індійська теленовела, створена компанією DJ's a Creative Unit для телеканалу Sony Entertainment Television. У головних ролях Мона Сінгх і Апурва Агніхотрі.
- Ізраїль — Потворний Есті (івр. אסתי המכוערת / Esti HaMekho'eret), 2004 — ізраїльська теленовела виробництва телеканалу Channel 2. У головних ролях Рікі Бліх.
- Туреччина — Це не буває без вас (тур. Sensiz Olmuyor), 2005 — турецька теленовела виробництва телеканалів Show TV і Kanal D. У головних ролях Озлем Конкер, Єліз Шар і Емре Алтуґ.
- Німеччина — Закоханий у Берлін (нім. Закоханий у Берлін), 2005 — німецька теленовела виробництва компаній Grundy UFA і Phoenix Film для телеканалу Sat.1. У головних ролях Олександра Нелдел, Матіс Кюнцлер, Тім Сандер і Лаура Оссвальд.
- Мексика — Найкрасивіший потворний (ісп. La fea más bella), 2006 — мексиканська теленовела виробництва компанії Televisa. У головних ролях Анжеліка Вале і Хайме Каміль.
- Нідерланди — Лотта (нід. Lotte), 2006 — голландська теленовела, створена компанією Blue Circle для телеканалу Tien. У головних ролях Нінке Беекхейзен і Ларс Ооствен.
- Іспанія — Я Беа (ісп. Yo soy Bea), 2006 — іспанська теленовела, створена компанією Grundy Producciones для телеканалу Telecinco. У головних ролях Рут Нуньєс і Алехандро Тус.
- США — Не краса по-американськи (ісп. Ugly Betty), 2006-2010 — американський телесеріал виробництва ABC Studios для телеканалу ABC. У головних ролях Америка Феррера та Ерік Мабіус.
- Греція — Марія, потворна (грец. Μαρία η άσχημη / Maria, i Aschimi), 2007 —грецька теленовела виробництва Mega Channel. У головних ролях Аггелікі Даліані та Антімос Ананіадіс.
- Бельгія — Сара (нід. Sara), 2007 — бельгійська теленовела виробництва компанії Fremantle для телеканалу VTM. У головних ролях Верле Бетенс, Герт Вінкельманс, Курт Рогірс, Сандрін Андре та Лотте Піной.
- Хорватія,  Сербія — Не здавайся, Ніна (хорв. Ne daj se, Nina), 2007 — хорватсько-сербська теленовела, створена телеканалами Prva Srpska Televizija та RTL Televizija. У головних ролях Лана Гояк і Роберт Курбаша.
- В'єтнам — Погана дівчина (в'єт. Cô gái xấu xí), 2008, в'єтнамська теленовела виробництва телеканалу VTV3. У головних ролях Нгок Хіоп і Чі Бо.
- Чехія — Некрасива Катька (чеськ. Ošklivka Katka), 2008 — чеська теленовела виробництва телеканалу Prima. У головній ролі Катержина Янечкова.
- Філіппіни — Я люблю Бетті ла Феа (англ. I Love Betty La Fea), 2008 — філіппінська теленовела виробництва компанії ABS-CBN. У головних ролях Беа Алонзо та Джон Ллойд Круз.
- КНР — Потворна дівчина непереможна (кит.: 丑女无敌 / Chou nu wudi), 2008 — китайський телесеріал виробництва Hunan Television. У головній ролі Лі Сіньру.
- Польща — Потворний (пол. Brzydula), 2008 — польська теленовела виробництва телеканалу TVN. У головних ролях Юлія Камінська та Філіп Бобек.
- Бразилія — Бела, Потворна (порт. Bela, a Feia), 2009, — бразильська теленовела виробництва телеканалу Record. У головних ролях Жизель Ітьє та Бруно Феррарі.
- Грузія — Дівчина з передмістя (груз. გოგონა გარეუბნიდან / Gogona Gareubnidan), 2010 — грузинська теленовела, створена компанією Night Show Studio для телеканалу Imedi TV. У головній ролі Тіна Махарадзе.
- Малайзія — Місія Бетті (малай. Misi Betty), 2011 — малайзійська теленовела виробництва телеканалу TV9. У головній ролі Сіті Фазуріна.
- Еквадор — Вето, негарний (ісп. Veto al feo), 2013 — еквадорська теленовела виробництва телеканалу Ecuavisa. У головних ролях Ефраїн Руалес та Урсула Стренґе.
- Єгипет — Подарунок людини-ворона (араб. هبة رجل الغراب / Heba Regl El-Ghorab), 2014 — єгипетська теленовела виробництва компанії OSN. У головній ролі Емі Самір Ганем.
- Таїланд — Гидка качка (тай. ยัยเป็ดขี้เหร่ / англ. Ugly Betty Thailand), 2015 —  тайська теленовела, створена компанією Kantana Motion Pictures для телеканалу Thairath TV. У головних ролях Пратчаянан Суванмані та Васін Ацаванаруенат.
- США — Бетті в Нью-Йорку (ісп. Betty en NY), 2019 — американська теленовела виробництва телеканалу Telemundo. У головних ролях Еліфер Торрес та Ерік Еліас.
- Алжир — Тамуша (араб. طيموشة / Timoucha), 2020 — алжирська теленовела виробництва компанії ENTV. У головній ролі Міна Лахтер.
- ПАР — Наша Беттіна, (коса uBettina Wethu), 2021 — південноафриканська теленовела виробництва телеканалу SABC 1. У головній ролі Фарієда Меціленг.
- Україна — Моя улюблена Страшко, 2021 — українська теленовела виробництва телеканалу 1+1. У головній ролі Ірина Поплавська та Олександр Соколов.
- Колумбія — Бетті, потворна: Історія продовжується (ісп. Betty, la fea: la historia continúa), 2024 — колумбійський телесеріал, виробництва компанії RCN Televisión для потокової платформи Prime Video. У головних ролях Ана Марія Ороско та Хорхе Енріке Абельйо.